# Joaquín Tebar Fernández
Fray Joaquín Tebar Fernández (nacido el 27 de mayo de 1933 en Miguel Esteban, Toledo España) fue un religioso de la orden de los Franciscanos. Fue conocido por su vocación misionera, la cual lo llevó a dedicar toda su vida a los más necesitados, especialmente a los niños más pobres de Brasil, a los que dedicó casi cuarenta años de su vida, tanto como evangelizador como creando comunidades de base donde se les enseñaba a trabajar la tierra para obtener de ella sus alimentos, apartándolos de la delincuencia y malos hábitos muy presentes en esas comunidades.

## Nacimiento e infancia
Joaquín Tebar Fernández nació el 27 de mayo de 1933 en la localidad de Miguel Esteban, provincia de Toledo, en el seno de una familia humilde. Era el segundo de seis hermanos, su padre, Benedicto Tebar Tebar, era el recadista del pueblo, y se dedicaba a hacer los encargos de los vecinos llevando portes de todo tipo con el carro y la mula a Quintanar de la Orden, localidad situada a 7 kilómetros. Su madre, Ascensión Fernández Dorado, era costurera.
Cursó sus primeros estudios en el Colegio Miguel de Cervantes de su localidad, y desde los nueve años, los compaginó trabajando como peluquero en los ratos que tenía libres.

## Comienzos
A los 17 años de edad, se trasladó a Quintanar de la Orden para empezar a encauzar su vocación religiosa. Allí estudió en el Convento de Nuestra Señora de los Dolores. Posteriormente, se trasladó a La Porciúncula, en Palma de Mallorca, donde pasó la mayor parte de su etapa formativa. 

## Fundador del grupo musical "Los 4 de Asís"
En 1963 fundó un grupo musical junto a algunos de sus compañeros y profesores en el seminario, alguno de ellos profesor de música. La idea era mezclar textos religiosos con fórmulas musicales para jóvenes de la época, y de esta forma acercar su mensaje a estos a través de música ligera. En su momento fueron todo un éxito, ya que era la primera vez que se ofrecía una imagen joven, fresca y alternativa de la Iglesia en España.
En 1966 consiguieron grabar dos discos, con cuatro canciones cada uno de ellos.
Disco 1: Más allá del mar / Solo el tiempo puede contestarnos / San Francisco Yenka / En ti confío
Disco 2: El fugitivo / Digan lo que quieran / Buscando la luz / No te vayas al Cielo

## En Brasil

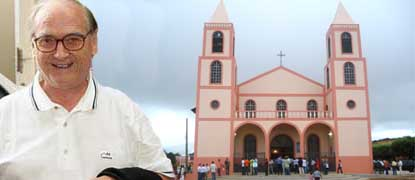
Al fondo el Colegio Nazaret, creado y fundado por el padre Joaquín Tebar

En el año 1970 viajó a Brasil. Siempre había escuchado que era uno de los lugares del mundo más desfavorecidos, concretamente Poconé, en el Mato Grosso, sobre todo para los niños, que eran los que a él más le habían preocupado siempre. Y allí se fue a prestar ayuda. Cuando llegó solo encontró pobreza, los niños no tenían recursos y delinquían a diario para conseguir algo que llevarse a la boca. Muchos eran huérfanos, o sus padres los habían abandonado al nacer. Empezó formando comunidades, evangelizando y llevando la palabra de Dios a cada uno de los rincones del Mato Grosso, para posteriormente, con ayuda de las autoridades de la zona, crear un colegio en Poconé, El Colegio Nazaret, donde todos esos grupos que él había visitado pudieran reunirse, y donde sobre todo pudiesen aprender y ganarse la vida sin recurrir a la violencia. Les enseñaba a leer y escribir, y a los más mayores, cómo utilizar y aprovechar los recursos de la naturaleza para alimentarse, labrar la tierra, sembrar, pescar, etc. En principio era solo un centro de atención durante el día, pero acabó convirtiéndose en una residencia donde cualquiera podía vivir hasta la edad adulta. Mientras tanto, a diario, él seguía visitando las favelas más pobres de la zona, rescatando a los niños en riesgo de exclusión social para llevarlos al colegio y poder ofrecerles un futuro.
En 1990 volvió por primera vez a España, a ver su familia, y sobre todo a intentar recaudar fondos y movilizar recursos para poder continuar y aumentar la obra que allí había dejado. Año tras año iba ganando adeptos a su causa, diputaciones, ayuntamientos y organizaciones no gubernamentales, que ofrecían donaciones para poder seguir ayudando a través de él. En el año 1994 manos unidas le ofrece la posibilidad de subvencionar más de 200 villas, que se crearon junto al Colegio Nazaret y donde vivían las familias con sus hijos pequeños cuando estos tenían problemas para permanecer solos en el colegio.
En 1997, se crea la Asociación Padre Joaquín en Miguel Esteban, la cual gestiona todas las donaciones para su envío a Poconé, al igual que se empieza a brindar la posibilidad de apadrinar a cualquiera de los niños del colegio, contribuyendo directamente a su alimentación, formación, vestido, etc. La asociación fue todo un éxito y contribuyó a un crecimiento exponencial de la comunidad en Poconé, donde ese mismo ayo se creó La Casa De La Sopa, que se dedicaba a dar comida a todo el que lo necesitase.

## Premios y reconocimientos
- En el año 2005 es el pregonero de las fiestas de Miguel Esteban, como reconocimiento a toda una vida dedicada a los más necesitados
- En septiembre del año 2010 es nombrado Hijo Predilecto de su localidad natal a título póstumo.
- En el mismo año se decide por unanimidad en el consistorio dar su nombre a una de las calles más importantes del municipio.